# Youssef Boughanem
Youssef Boughanem (Brussel, 6 december 1989) is een Marokkaans-Belgisch vechtsporter. Hij is een voormalig Lumpinee Stadium, Rajadamnern Stadium, WBC Muay Thai, WMC, IBF Muaythai en Thai Fight kampioen. Boughanem wordt gezien als één van de beste thaiboksers ter wereld.

## Biografie
Boughanem groeide op in Etterbeek en begon, samen met zijn jongere broer Yassine Boughanem, op twaalfjarige leeftijd met vechtsport. Op jonge leeftijd verloor hij zijn ouders. Hierna vertrok hij naar Thailand om zich volledig te wijden aan het thaiboksen.

## Carrière
In februari 2018 versloeg hij Lumpinee Stadion-kampioen Noppakaw Siriluck in het Rajadamnern Stadion en won daarbij de Phoenix FC-titel en de vacante WBC Muaythai middengewicht wereldtitel.
In oktober 2018 versloeg hij de Thai Konjak Por Pao-In tijdens de Phoenix Fighting Championship in Paleis 12 te Brussel in een titelstrijd voor de WBC Muaythai-wereldtitel.
In april 2019 werd hij wereldkampioen WKN superweltergewicht nadat hij de Brit Joe Craven te Brussel had verslagen met TKO na vier rondes. Eveneens in 2019 kwam hij in het nieuws nadat hij een zakkenroller in de buurt van Brussel een gebroken schedel bezorgde nadat deze had getracht hem van zijn mobiele telefoon te beroven. In november 2019 verlengde hij zijn WBC Muaythai-wereldtitel tegen de Zweed Tobias Alexandersson.

## Erelijst
- World Muaythai Council
  - 2022 WMC Golden King World 164 lb Champion
- WBC Muay Thai
  - 2021 WBC Muay Thai Diamond Middleweight Champion
  - 2019 WBC Muay Thai Middleweight Champion[12] (one time, four defenses)
- World Kickboxing Network
  - 2019 WKN Muay Thai World Super Welterweight Champion (1 Defense)
- International Sport Karate Association
  - 2018 ISKA Muay Thai Light Middleweight Champion
- Lumpinee Stadium
  - 2018 Lumpinee Stadium Middleweight (160lbs) Champion
- IBF Muaythai
  - 2018 IBF Muaythai Middleweight Champion
- Phoenix Fighting Championship
  - 2017 Phoenix FC Middleweight Champion
- Rajadamnern Stadium
  - 2016 Rajadamnern Stadium Middleweight 160lbs Champion
- World Association of Kickboxing Organizations
  - 2016 WAKO Pro Kickboxing 71.8 kg/158 lbs Champion
- Thai Fight
  - 2015 Thai Fight 72.5 kg Tournament Champion
  - 2010 Thai Fight 67 kg Tournament Runner Up
  - 18–2 record
- Omnoi Stadium
  - 2015 Omnoi Stadium Middleweight 160 lb Champion
- Venum Victory World Series
  - 2015 Venum Middleweight Champion
- MAX Muay Thai
  - 2014 MAX Muay Thai Tournament Champion
- World Muaythai Association
  - 2010 WMA 71 kg Tournament Champion
- 1-KING
  - 2010 1-KING Tournament Champion
- The Champions Club
  - 2010 TCC Super Welterweight Tournament Champion
- Thepprasit Stadium
  - 2009 Thepprasit Stadium Champion
- Belgian Muaythai Organisation
  - 2007 Belgium Muay Thai Champion